# Wola Studzieńska-Kolonia
Wola Studzieńska-Kolonia – wieś w Polsce położona w województwie lubelskim, w powiecie janowskim, w gminie Batorz.
W latach 1975–1998 miejscowość administracyjnie należała do województwa tarnobrzeskiego. Wieś jest sołectwem. Według Narodowego Spisu Powszechnego (III 2011 r.) liczyła 190 mieszkańców i była siódmą co do wielkości miejscowością gminy Batorz. Jest najbardziej wysunięta na północ miejscowością gminy Batorz. Wieś powstała zapewne w latach 30 XX w. w wyniku parcelacji gruntów folwarcznych należących do Janowskich. W 1962 r. przeprowadzono elektryfikację, a w 1998 r. telefonizację.